# Frank Peter Belinda
Pour les articles homonymes, voir Belinda.
Frank Peter Belinda, nom de plume de Jacques Pierroux, né le 20 mai 1928 à Grivegnée, quartier de Liège, en Belgique, et mort le 28 mai 1981, est un écrivain belge, auteur de roman policier, de roman d'espionnage et de science-fiction.

## Biographie
Tout d’abord opérateur trilingue à la Régie des Télégraphes et Téléphones, Frank Belinda est ensuite crémier à Liège.[réf. nécessaire]
En 1952, il publie son premier roman, C'est à la fin qu'on tue, ma belle, un roman policier mettant en scène un détective privé new-yorkais. La même année, il crée le personnage de John Kallum, un espion héros de vingt-quatre romans parus dans la collection « La Loupe » et de onze romans illustrés publiés dans un magazine dédié Kallum magazine.
Michel Lebrun définit l'œuvre de Belinda comme « une littérature d'action et de violence écrite à une allure de mitrailleuse ».
Il est inhumé au Cimetière de Robermont à Liège.[réf. nécessaire]

## Œuvre

### Romans signés Frank Peter Belinda

#### SérieJohn Kallum

##### Dans la collection «La Loupe» série espionnage
- La Mort électrique, no 1 (1952)
- John Kallum joue au privé, no 2 (1953)
- La Fureur de John Kallum, no 3 (1953)
- Stop, destruction immédiate, no 6 (1953)
- L'Affaire de Milano, no 8 (1953)
- Mission derrière le rideau de fer, no 9 (1953)
- Dans les brouillards de Londres, no 10 (1954)
- L'École des espionnes, no 13 (1954)
- Dans la nuit de Paris, no 15 (1954)
- Attention : casse-cou, no 16 (1954)
- Le Couple à abattre, no 19 (1954)
- Espionnage en Amérique, no 21 (1955)
- Lendemains glorieux, no 22 (1955)
- J'étais une espionne, no 23 (1955)
- Espionnage en Russie, no 27 (1955)
- Quand l'armée s'en mêle, no 28 (1955)
- Votre tout dévoué Johnny, no 31 (1956)
- Les espions descendent sur la ville, no 34 (1956)
- Ça bardera, colonel !, no 39 (1956)
- Tant qu'il y aura des truands, no 41 (1956)
- Boîte de nuit pour espions, no 46 (1956)
- Le Souffle de la bagarre, no 52 (1957)
- Méfiez-vous des pin-up, no 55 (1957)
- Robot femelle, no 66 (1959)

##### DansKallum magazine(romans illustrés)
- Échec à la cocaïne, no 1 (1953)
- R 30 à la plage, no 2 (1953)
- Mission en Corée, no 3 (1953)
- John Kallum contre les furies, no 4 (1953)
- John Kallum contre les espionnes, no 5 (1953)
- S.S. Lines Novalda, no 6 (1954)
- Morts à vendre, no 7 (1954)
- Un gang à la hauteur, no 8 (1954)
- John Kallum mène l’enquête, no 9 (1954)
- Les Grands Moyens, no 10 (1954)
- John Kallum et madame la mort, no 11 (1954)

### Autres romans signés Frank Peter Belinda
- C'est à la fin qu'on tue ma belle, coll. « Le Faucon noir » (1952)
- La Pente, coll. « Le Faucon noir » (1953)
- Un plat qui se mange froid, coll. « Le Faucon noir » (1952)
- Leur peau vaut combien ?, coll. « Le Faucon noir » (1952)
- L'Affreux Tintamarre, coll. « Le Faucon noir » (1952)
- Tortures en Indonésie, coll. « Le Faucon noir » (1952)
- Pas un ange, coll. « Le Faucon noir » (1953)
- La Course aux chimères, coll. « Le Faucon noir » (1953)
- Mon fric !, coll. « La Loupe » 1re série no 16 (1953)
- Puzzle à Brooklyn, coll. « La Loupe » 1re série no 36 (1955)

### Romans signés Jacques Pierroux
- Pilotes pour demain, Éditions Marabout, coll. « Marabout Junior » no 69 (1956)
- La course à l'uranium, Éditions Marabout, coll. « Marabout Junior » no 80 (1956) (coécrit avec G. Graindorge)
- Police spatiale, Éditions Marabout, coll. « Marabout Junior » no 203 (1961)
- Mer de corail, Éditions Marabout, coll. « Marabout Junior » no 305 (1962)

### Roman signé Walter Kramer
- Jouet pour guerriers, Éditions de la Pensée moderne coll. « Tropiques » no 10 (1955)

### Nouvelle
- Barcoll, Marlowe et leur petite guerre, Noir magazine no 2 (1954)

### Traductions
- Mission en Grèce (Mission to Greece), Ivan Southall, Éditions Marabout, coll. « Marabout Junior » no 201 (1961)
- Le Scarabée de la route (Beyond Expectation), Kurt Bernard Hopfinger, Éditions Marabout, coll. « Marabout Junior » no 204 (1961)
- Mission en Cyrénaïque (Sortie in Cyrenaica), Ivan Southall, Éditions Marabout, coll. « Marabout Junior » no 223 (1962)
- Copie non conforme (The Impostor), John Jakes, Éditions Marabout, coll. « Marabout Junior » no 304 (1962)

## Filmographie
- 1959 : Dans le pétrin, épisode de la série télévisée Les Cinq Dernières Minutes réalisé par Claude Loursais.

#### Livres
: document utilisé comme source pour la rédaction de cet article.
- Claude Mesplède (dir.), Dictionnaire des littératures policières, vol. 1 : A - I, Nantes, Joseph K, coll. « Temps noir », 2007, 1054 p. (ISBN 978-2-910-68644-4, OCLC 315873251), p. 194.